# Älvdalskvartsit

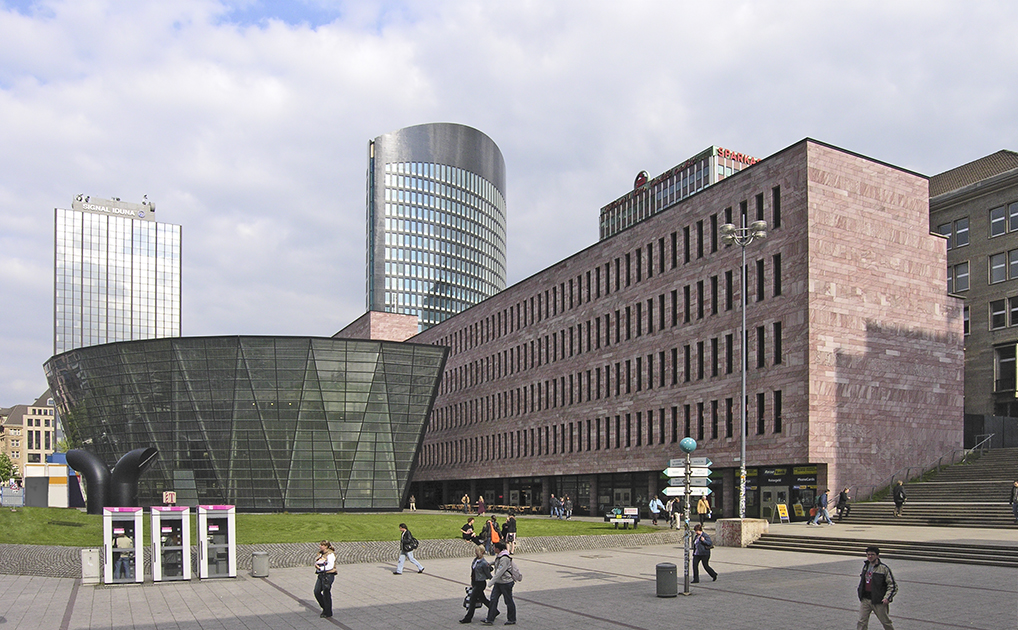
Stadt- und Landesbibliothek i Dortmund

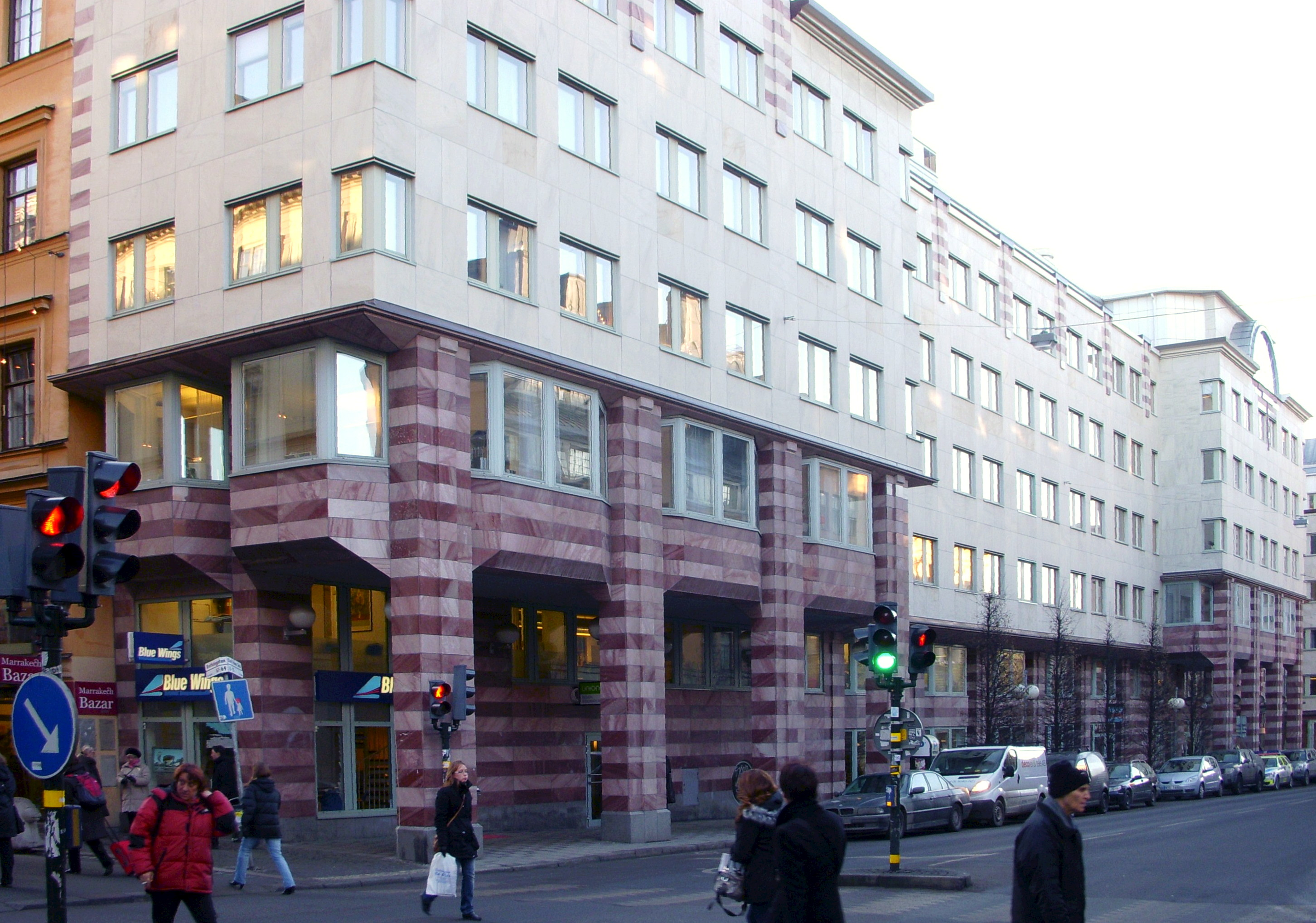
Älvdalskvartsit på SIF-huset i Stockholm

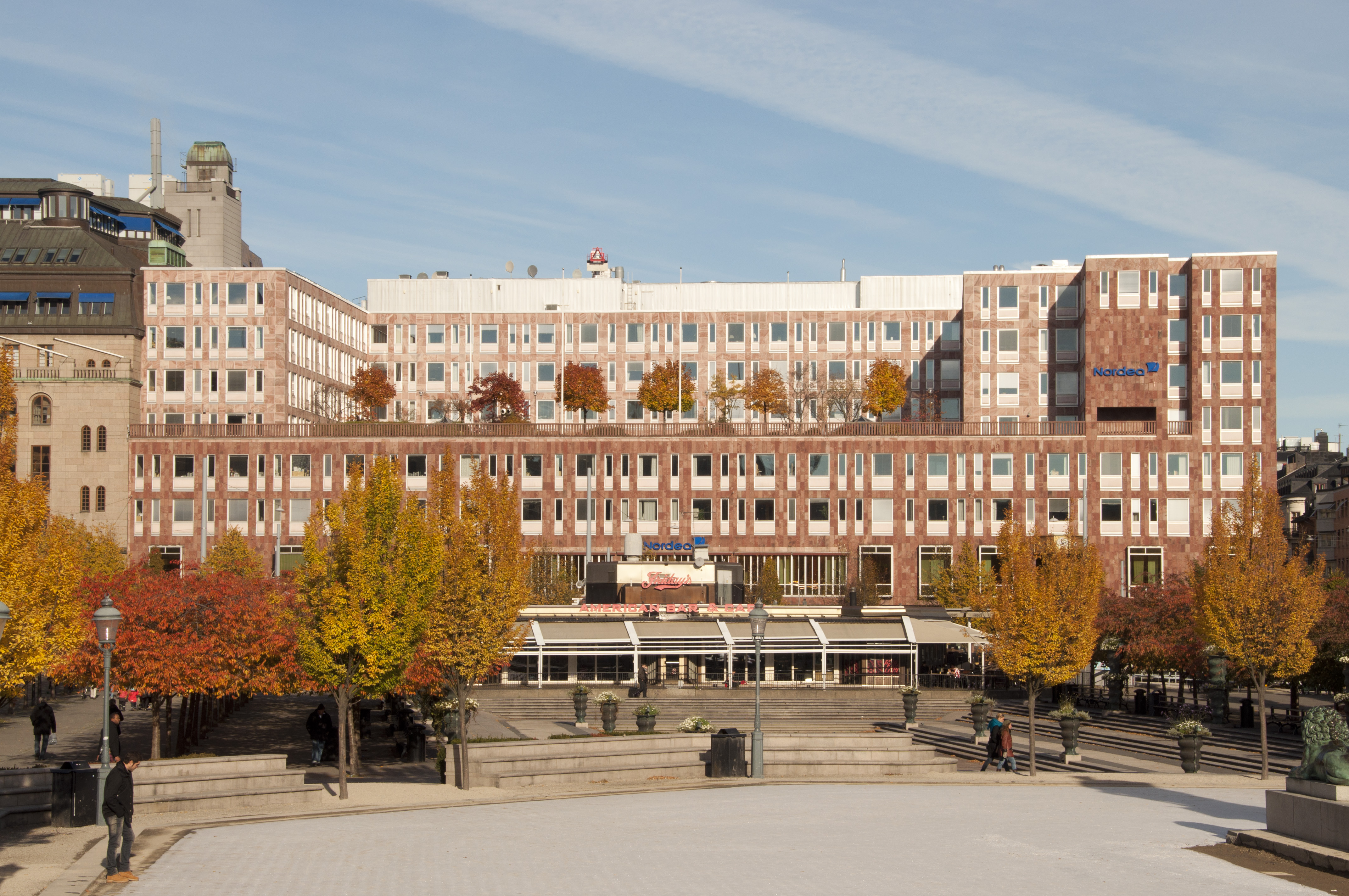
PK-huset i Stockholm

Älvsdalskvartsit (tidigare kallad Dalasandsten) är en kvartsit, som bryts i Mångsbodarna i Dalarna.
Älvdalenskvartsiten är rödskimrande, ådrad och hård. Bergarten tillkom för mer än 1,4 miljarder år sedan och används till bland annat markplattor, fasadplattor och bänkskivor.
Älvsdalskvartsiten har brutits industriellt i Mångsbodarna sedan 1900-talets början, från 1991 av Wasasten of Sweden AB, Den ligger i en fyndighet som är 600 meter djup och sträcker sig från Mångsbodarna till gränsen till Norge.

## Petrografisk sammansättning
- Kvarts 92 %
- Plagioklas 5 %
- Matrix 3 %

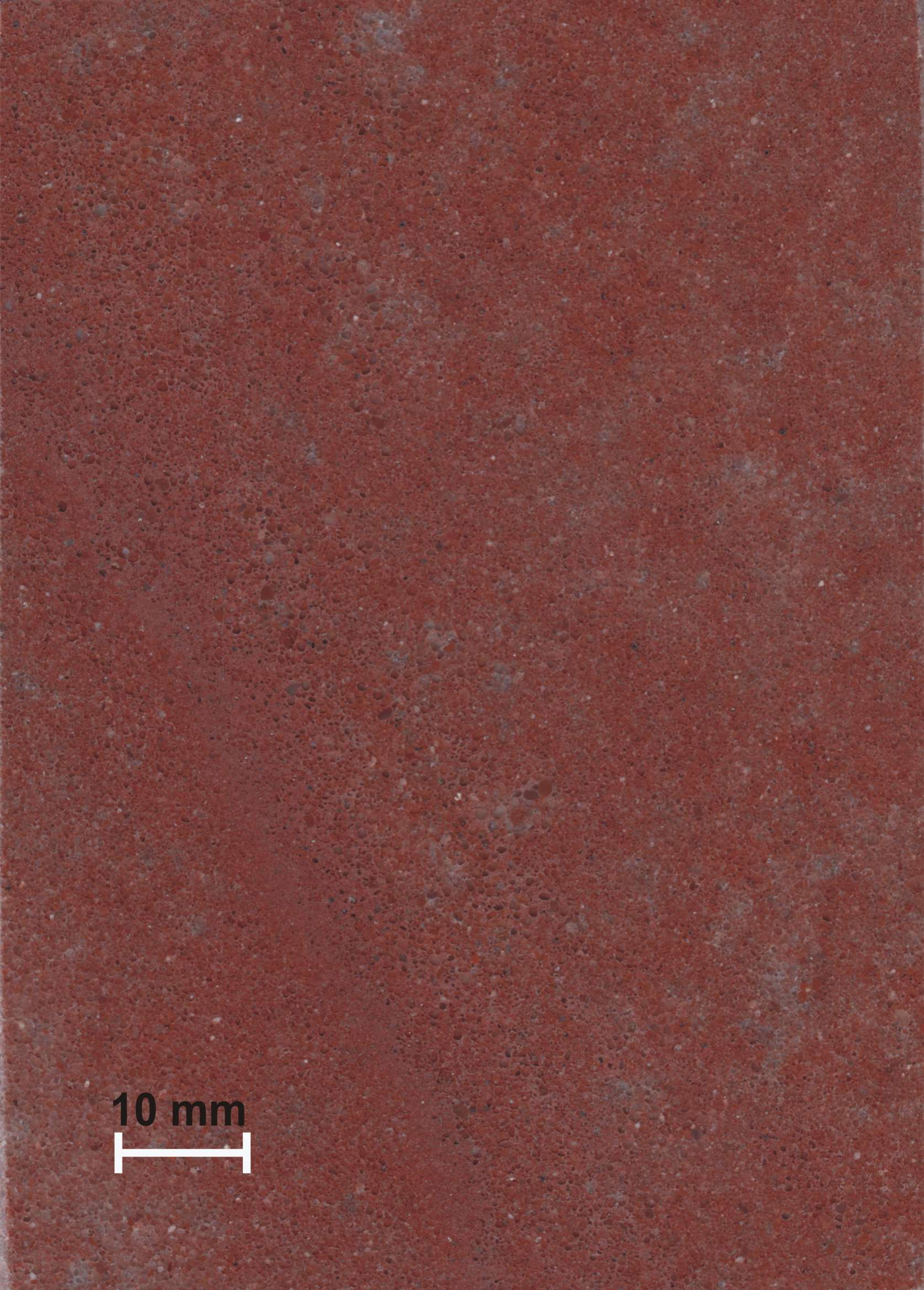
Provbit, 10 x 7 cm

## Byggnader med älvsdalskvartsit i urval
- PK-huset i Stockholm, 1974
- SIF-huset i Stockholm, 1985
- Stadt- und Landesbibliothek i Dortmund i Tyskland av Mario Botta, 1999
- Väggar i Toyama kongresscentrum i Toyama av Fumihiko Maki, 1999
- Alviks torg i Stockholm, 1998
- Bryggaren 16 i Stockholm
- Högdalens centrum i Stockholm